# Шипилов, Андрей Сергеевич
Андрей Сергеевич Шипилов (узб. Andrey Sergeyevich Shipilov; 23 марта 1971 года, Ташкент, Узбекская ССР, СССР) — узбекистанский и российский футболист, выступавший на позициях защитника и полузащитника. Ныне тренер.
Начинал карьеру в 1990 году в клубе «Свердловец» из Ташкентской области. В 1992 году играл за ташкентский «Трактор» и команду «Чирчик», в 1993 году за андижанский «Навруз». В 1994 году выступал за владимирское «Торпедо», в том же году перешел в новотроицкую «Носту», выступал за клуб до 1996 года. С 1997 года по 1999 год играл за «Андижан». В 2001 году короткое время играл за наманганский «Навбахор», а последующие два сезона снова провёл в «Андижане». В 2003 году играл за российский клуб «Видное», позже перешел в «Дустлик» из Ташкентской области и там завершил карьеру футболиста.
После завершения карьеры футболиста начал тренерскую деятельность. До середины 2017 года входил в тренерский штаб ташкентского «Пахтакора». С 2018 года главный тренер бекабадского «Металлурга».